# تفكيك الحلقة المحلية
تفكيك الحلقة المحلية (LLU أو LLUB) هي عملية تنظيمية تمكن العديد من مشغلي الاتصالات باستخدام الاتصالات من مقسم الهاتف إلى مقر العميل، ويُعرف الاتصال السلكي المادي بين التبادل المحلي والعميل باسم «الحلقة المحلية»، وتملكه شركة التبادل المحلي الحالي (يشار إليه أيضًا باسم "ILEC" أو «التبادل المحلي» وإما "Baby Bell" أو شركة الهاتف المستقلة في الولايات المتحدة)، ويمنح مقدمي الخدمات الآخرين وصولاً مفكك في سبيل زيادة المنافسة.

## الخلفية السياسة
يعارض تفكيك الحلقة المحلية بشكل عام من قبل شركة التبادل المحلية الحالية، والتي في معظم الحالات إما شركات مملوكة لمستثمرين سابقين (أمريكا الشمالية) أو شركات احتكارية مملوكة للدولة مجبرة على المنافسة، وأفادت شركة التبادل المحلية الحالية بأن تفكيك الحلقة المحلية يؤدي إلى اتخاذ إجراءات تنظيمية، مما يجبرهم على تزويد المنافسين بمدخلات الأعمال الأساسية، ويخنق تفكيك الحلقة المحلية المنافسة القائمة على البنية التحتية والابتكار التقني لأن الداخلين الجدد يفضلون «تطفل» شبكة الشركة الحالية بدلاً من بناء أنظمة خاصة بهم وأن التداخل التنظيمي المطلوب لعمل تفكيك الحلقة المحلية ضار بالسوق (على سبيل المثال، لتحديد سعر الوصول إلى تفكيك الحلقة المحلية).
ويجادل المشتركون الجدد من ناحية أخرى بعدم استطاعتهم تكرار الحلقة المحلية للمالك اقتصاديًا مما يمنعهم في الواقع من تقديم خدمات معينة، مثل ADSL بلا LLU، ويسمح للمالك باحتكار السوق ذات التنافس المحتمل وخنق الابتكار. ويفيدون أن تقنيات الوصول البديلة كالحلقة المحلية اللاسلكية قد أثبتت أنها غير تنافسية أو غير عملية، وأنه في ظل نماذج التسعير الحالية، يضمن المالك في كثير من الحالات سعرًا عادلًا لاستخدام منشآتها وكذلك عائد مناسب في الاستثمار معتمدا على النموذج التنظيمي. وأخيرًا، يجادل المشتركون بأن شركة التبادل المحلية الحالية بشكل عام لم تنشئ حلقة محلية في بيئة سوق تنافسية ومحفوفة بالمخاطر، ولكن تحت حماية الاحتكار القانوني واستخدام أموال دافعي الضرائب، مما يعني، لا يحق لشركة التبادل المحلية الحالية بالاستمرار في استخراج معدلات عائد منظمة والتي غالبًا ما تشمل الإيجارات الاحتكارية من الدائرة المحلية وفقًا المشتركين الجدد.
أدخلت معظم الدول المتقدمة صناعيًا الإطارات التنظيمية التي توفر تفكيك الحلقة المحلية كالولايات المتحدة وأستراليا ودول أعضاء الاتحاد الأوروبي والهند، وباعتبار المشاكل المذكورة أعلاه، يواجه المنظمون مهمة شاقة متمثلة في تنظيم سوق يتغير بسرعة كبيرة، دون حكر أي نوع من الابتكار، ودون الإضرار بأي منافس على نحو غير لائق.
وقد استغرقت العملية الكثير من الوقت- إذ أن أول إجراء في الاتحاد الأوروبي نتج عن تقرير كتب للمفوضية الأوروبية في عام 1993، وتطلب الأمر عدة سنوات حتى تتقضي تشريعات الاتحاد الأوروبي فك الحلقة، واستغرقت العملية مزيدًا من الوقت في دول الاتحاد الأوروبي الفردية لتنمو وتصبح عملية واقتصادية وليست مجرد احتمال قانوني.
عرّف قانون الاتصالات في الولايات المتحدة في عام 1996 (حسب المادة 251) هو الوصول المفكك على النحو التالي:
وجوب توفير وصول غير تمييزي إلى عناصر الشبكة على أساس غير مجزأ في أي نقطة ممكنة تقنيًا بحسب الأسعار والشروط والأحكام العادلة والمعقولة وغير التمييزية وفقًا لـ شروط وأحكام الاتفاقية ومتطلبات هذا القسم والقسم 252، ويجب أن توفر شركة التبادل المحلية الحالية عناصر الشبكة غير المجمعة بطريقة تسمح لشركات النقل الطالبة بدمج هذه العناصر من أجل توفير خدمة الاتصالات السلكية واللاسلكية.
وأفاد تقرير عام 1993 إلى المتطلب المنطقي لفصل الوصول إلى الألياف الضوئية ولكنه أوصى بالتأجيل إلى تاريخ لاحق حتى يصبح الوصول إلى الألياف أكثر شيوعًا، وفي عام 2006، وجدت أولى الدلائل على امكانية تطور السياسة في هذا الاتجاه (نتيجة لحركة شبكات الألياف البلدية، وبعض الأمثلة؛ مثل: السويد حيث تتوفر الألياف الحلقية المحلية غير المجمعة تجارياً لكل من المالك والمنافسين).

## تطورات تفكيك الحلقة حول العالم

### منظمة التجارة العالمية
فيما يلي بعض أحكام قانون الاتصالات في منظمة التجارة العالمية تدل على أنها تتطلب التفكيك:
- تتطلب المادة 5 (أ) من ملحق الجاتس[1] بشأن الاتصالات من أعضاء منظمة التجارة العالمية أن يضمنوا لموردي الخدمة «الوصول إلى شبكات النقل العامة للاتصالات السلكية واللاسلكية واستخدامها... لتزويد الخدمة». يجادل المشتركون الجدد بأنه بدون تفكيك الحلقة المحلية، لا يمكنهم توفير خدمات مثل خط المشترك الرقمي غير المتماثل.

- يتطلب القسم 2.2 (ب) من الورقة المرجعية لعام 1998[2]، والتي اشترك فيها بعض الأعضاء «ربطًا بينيًا مفكك بشكل كافٍ» مع كبار المزودين. ولكن، يبدو أن تعريف الورقة للتوصيل البيني يستبعد تفكيك الحلقة المحلية.

- يتطلب القسم 1 من الورقة المرجعية من الأعضاء الحفاظ على «التدابير المناسبة... لغرض منع الموردين [الرئيسيين] ... من الانخراط في أو الاستمرار في الممارسات المناهضة للمنافسة.» ويجادل المشتركون الجدد بأن مثل هذه الممارسات تشمل عدم منح المنافسين إمكانية الوصول إلى المرافق الأساسية لدخول السوق، مثل الحلقة المحلية.

لم يحل التساؤل أمام هيئة قضائية تابعة لمنظمة التجارة العالمية، وعلى أي حال، تنطبق هذه الالتزامات فحسب عندما يلتزم العضو المعني في منظمة التجارة العالمية بفتح سوق الاتصالات الأساسية أمام المنافسة. ومن قام بذلك حوالي 80 (معظمهم من الدول المتقدمة) منذ عام 1998.

### الهند
لم يتم تنفيذ تفكيك الحلقة المحلية في المدن الهندية بعد. ولكن، ذكرت شركة بهارات سانشار نيجام المحدودة مؤخرًا [متى؟]أنها ستفتح حلقاتها النحاسية للمشاركة الخاصة. وبالإضافة إلى ذلك، أدى انتشار WiMax والشبكات العريضة السلكية إلى زيادة اختراق الشبكات العريضة والمنافسة في السوق، وبحلول عام 2008، خفضت حرب الأسعار أسعار الشبكة العريضة الأساسية إلى 250 روبية هندية (6 دولارات أمريكية)، بما في ذلك تأجير الخطوط بدون أي عقود طويلة الأجل، ولا يزال العامل الحكومي؛ شركة بهارات سانشار نيجام المحدودة هي المورد الرائد والوحيد غالبًا في المناطق الريفية. وبالرغم من أن شركة بهارات سانشار نيجام المحدودة هي شركة احتكارية، إلا أنها تستخدم من قبل الحكومة كأداة لضمان المنافسة.

### الاتحاد الأوروبي
يعد تنفيذ تفكيك الحلقة المحلية أحد متطلبات سياسة الاتحاد الأوروبي بشأن المنافسة في قطاع الاتصالات السلكية واللاسلكية، وقد أدخل في مراحل مختلفة من التطوير في جميع دول الأعضاء (يجب على المشغلين ذوي القوة السوقية الكبيرة أن ينشروا (اعتبارًا من 31 ديسمبر 2000، ويظلوا محدثين) عرضًا لما بعد الإحالة للوصول المفكك إلى حلقاتهم المحلية والمرافق ذات الصلة، ويجب أن يكون العرض مفككًا بما فيه الكفاية كي لا يضطر المستفيد إلى الدفع مقابل عناصر الشبكة أو التسهيلات الغير ضرورية لتوريد خدماتها، ولا بد من احتوائها على وصف لمكونات العرض والشروط والأحكام المرتبطة بها وكذلك الرسوم).
ويقع على عاتق الدول الأوروبية التي تمت الموافقة على عضويتها في الاتحاد الأوروبي الالتزام بإدخال تفكيك الحلقة المحلية كجزء من تحرير قطاع الاتصالات لديها.

### المملكة المتحدة
فصلت 210.000 وصلة حلقة محلية من عملية الاتصالات البريطانية BT في ظل تفكيك الحلقة المحلية بحلول 14 يناير 2006. وأملت أوفكوم (هيئة تنظيمية للاتصالات) في فصل مليون وصلة حلقية محلية بحلول يونيو 2006، ومع ذلك وصل الرقم إلى 500,000 وحسب في 15 يونيو 2006، بمقدار نمو 20,000 أسبوعيًا، كما ورد في صحيفة ذا ريجستر. أعلنت أوفكوم في نوفمبر 2006 أنه فصل 1,000,000 اتصال، وبحلول أبريل 2007، فصلت 2,000,000.
قامت AOL UK بتفكيك 100000 خط من خلال استثمارها البالغ 120 مليون جنيه إسترليني بحلول يونيو 2006 ، مما يجعلها أكبر مشغل لتفكيك الحقلة المحلية في سوق المملكة المتحدة.
أعلنت شركة مستودع كارفون في 10 أكتوبر 2006 عن شراء شركة AOL UK - المشغل الرائد في تفكيك الحلقات المحلية - مقابل 370 مليون جنيه إسترليني. مما جعل من شركة مستودع كارفون ثالث أكبر مزود للشبكة العريضة وأكبر مشغل لتفكيك الحلقة المحلية مع أكثر من 150.000 من عملاء تفكيك الحلقة المحلية.
أعلنت شركة توكتوك المملوكة لشركة مستودع كارفون في 8 مايو 2009 أنها ستشتري أصول شركة تيسكالي البريطانية المتعثرة مقابل 235 مليون جنيه إسترليني، وفي 30 يونيو 2009، باعت شركة تيسكالي فرعها في المملكة المتحدة إلى شركة مستودع كارفون بعد الموافقة التنظيمية من الاتحاد الأوروبي. جعل هذا الشراء شركة توكتوك أكبر مورد للشبكة العريضة المنزلية في المملكة المتحدة بنسبة 4.25 مليون مشترك في الشبكة العريضة المنزلية مقارنة بـ 3.9 مليون مشترك في الاتصالات البريطانية. وغيرت اسم الخدمة إلى توكتوك في يناير 2010.
يقوم معظم مشغلي تفكيك الحلقة المحلية بفك حزم خدمة الشبكة العريضة وحسب، تاركين الخدمة الهاتفية التقليدية باستخدام المعدات الأساسية لشركة الاتصالات البريطانية (مع توفير أو بدون توفير الناقل المحدد مسبقًا). ويحظر المشغلون عندما تكون الخدمة الهاتفية التقليدية مفككة (تفكيك الحلقة المحلية الكاملة) الخاصية التي تسمح إجراء مكالمات محددة باستخدام شبكات مزودي خدمات الهاتف الآخرين (أي يتم الوصول إليها باستخدام بادئة مكونة من ثلاثة إلى خمسة أرقام تبدأ بـ "1")، ومن الممكن إجراء هذه المكالمات عادةً باستخدام 0800 أو رمز وصول غير جغرافي (NGN).
وبالرغم من اعتراف المنظمين في المملكة المتحدة بإمكانية تقديم السوق عروض تنافسية في الوقت المناسب، فإن الغرض من التفكيك الإلزامي للحلقة المحلية في المملكة المتحدة هو تسريع تقديم الخدمات المتقدمة للمستهلكين.

### الولايات المتحدة
تشترط لجنة الاتصالات الفيدرالية (FCC) تأجير شركات التبادل المحلية الحالية للحلقات المحلية للمنافسين (شركة التبادل المحلية التنافسية) وفقًا لقانون الاتصالات لعام 1996، وتحدد الأسعار من خلال آلية السوق.

### نيوزيلندا
أوصت لجنة التجارة بعدم تفكيك الحلقة المحلية في أواخر عام 2003 حيث قدمت شركة الاتصالات النيوزيلندية (سبارك نيوزيلاند حاليًا) حلاً لقيادة السوق، ووافقت الحكومة على ذلك في مايو 2004، على الرغم من حملة "call 4change" المكثفة من قبل بعض الشركات المنافسة لشركة الاتصالات. كان جزءًا من التزام شركة الاتصالات تجاه لجنة التجارة لتجنب التفكيك، تعهدًا بتقديم 250.000 اتصالاً داخليًا جديدًا للشبكة العريضة بحلول نهاية عام 2005، والتي من المقرر بيع ثلثها بالجملة من خلال مزودين آخرين. فشلت شركة الاتصالات في تحقيق عدد اتصالات الجملة المطلوبة، على الرغم من محاولة الإدارة الادعاء بأن الاتفاقية كانت لثلث النمو فقط وليس ثلث الإجمالي، رفضت لجنة التجارة الادعاء، واعتبرت الرقم المعلن 83,333 اتصال جملة من أصل 250.000 هو الهدف المطلوب، وأما العدد المحقق أقل من 50.000 اتصال جملة، على الرغم من تجاوز إجمالي الاتصالات 300.000.
أعلنت الحكومة انه لا بد تفكيك الحلقة المحلية في 3 مايو 2006، وكانت استجابة للمخاوف بشأن المستويات المنخفضة لامتصاص النطاق العريض. وأعلنت عن فرض إجراءات تنظيمية مثل الكشف عن المعلومات والمحاسبة المنفصلة للعمليات التجارية لشركة الاتصالات النيوزيلندية، وتعزيز مراقبة لجنة التجارة.
في 9 أغسطس 2007، أصدرت شركة الاتصالات مفاتيح التبادل في Glenfield وPonsonby في أوكلاند. وفي مارس 2008، قامت شركة الاتصالات بتنشيط خدمات ADSL 2+ من خمس بورصات في أوكلاند - Glenfield وBrowns Bay وEllerslie وMt Albert وPonsonby - مع خطط أخرى لبقية أوكلاند والمراكز الرئيسية الأخرى، مما أتاح لمزودي خدمة الإنترنت الآخرين الاستفادة.

### سويسرا
سويسرا إحدى آخر دول منظمة التعاون والتنمية في الميدان الاقتصادي التي قدمت خدمات التفكيك، وذلك لأن المحكمة الفيدرالية السويسرية العليا رأت في عام 2001 أن قانون الاتصالات السويسري لعام 1996 لا يتطلب ذلك. أصدرت الحكومة بعد ذلك مرسومًا ينص على التفكيك في عام 2003، وقام البرلمان بتعديل القانون في عام 2006، في حين أن وصول المستند إلى البنية التحتية متاح الآن بشكل عام، فإن الوصول السريع المفكك إلى تدفق البتات اقتصر على فترة أربع سنوات بعد دخول القانون حيز التنفيذ.
تميل طلبات التفكيك إلى أن تكون مقيدة من قبل المحاكم، ولكن على عكس الاتحاد الأوروبي، لا ينص القانون السويسري على تنظيم مسبق لشرط الوصول من قبل المنظم، بالمقابل يجب على كل مشارك جديد أولاً محاولة الوصول إلى اتفاقية فردية مع شركة سويس كوم، شركة التبادل المحلية الحالية المملوكة للدولة، بموجب نظام التنظيم السويسري اللاحق.

### هونج كونج
بدأت سياسة فصل الحلقة المحلية الإلزامية (تسمى النوع الثاني الترابط (بالصينية التقليدية: 第二 類 互連) في هونغ كونغ) في 1 يوليو 1995 (في نفس يوم تحرير سوق الهاتف) لضمان الاختيار للعملاء، وبعد 10 سنوات، بنى المشغلون الجدد شبكاتهم التي تغطي منطقة كبيرة من هونغ كونغ؛ ورأت الحكومة أن هذا هو الوقت المناسب لسحب السياسة الإلزامية لتفكيك الحلقة المحلية، لإقناع المشغلين ببناء شبكاتهم الخاصة والسماح للشركات بإدارتها بأقل تدخل حكومي. وفي اجتماع المجلس التنفيذي في 6 يوليو 2004، قررت الحكومة سحب التدخل التنظيمي بموجب سياسة التوصيل البيني الحالية من النوع الثاني المطبقة على بدالات الهاتف للمباني الفردية التي تغطيها هذه التبادلات، وفقًا للشروط الموثقة في هذا البيان من هيئة الاتصالات، وسيتم التفاوض على شروط التوصيل البيني بين مشغلي الهاتف فيما بعد. تعد هونغ كونغ هي دولة الاقتصاد المتقدم الوحيدة التي سحبت سياسة تفكيك الحلقة المحلية الإلزامية.

### جنوب أفريقيا
أنشأ وزير الاتصالات بجنوب إفريقيا الدكتور آيفي ماتسيبي- كاسابوري لجنة تفكيك الحلقة المحلية برئاسة البروفيسور تشيليدزي ماروالا للتوصية بنماذج تفكيك الحلقة المحلية المناسبة في 25 مايو 2006، وقدمت لجنة تفكيك الحلقة المحلية تقريرًا إلى الوزير ماتسيبي - كاسابوري في 25 مايو / أيار 2007، يوصي هذا التقرير بتقديم العديد من الشركات المختلفة النماذج التي تسمح للعملاء بالوصول إلى الصوت والبيانات، والنماذج الموصي بها هي التفكيك الكامل ومشاركة الخط والوصول إلى تدفق البت، ويستحسن ممارسة العملاء الاختيار المسبق للناقل وبالتالي تمكينهم على التبديل بين مقدمي الخدمة، ويوصى أيضًا بإنشاء منظمة لإدارة الحلقة المحلية وأن تكون هذه المنظمة تحت إشراف هيئة الاتصالات المستقلة المنظمة لجنوب إفريقيا وتزويد هيئة الاتصالات المستقلة في جنوب إفريقيا بالقدرات من حيث الموارد. وأوصت اللجنة بأن يكون لمقدمي الخدمة المعتمدين من قبل هيئة الاتصالات المستقلة في جنوب إفريقيا إمكانية الوصول إلى البنية التحتية لمقسم الهاتف عند الضرورة، وأوصت اللجنة كذلك بوضع مبادئ توجيهية تنظيمية وإدارتها من قبل هيئة الاتصالات المستقلة في جنوب إفريقيا لضمان تحسين القضايا الاستراتيجية مثل جودة الحلقة المحلية لتنظيم وتقديم الخدمات. بناءً على هذا التقرير، أصدر الوزير توجيهات سياسية لهيئة الاتصالات المستقلة في جنوب إفريقيا للتحرك بسرعة في عملية التفكيك، ولم يحدث شيء حتى نهاية مارس 2010، لكن تم تحديد موعد نهائي هو 1 نوفمبر 2011 من قبل وزير الاتصالات للاحتكار لشركة تيلكوم ساوث افريقيا لإنهاء عملية التفكيك.

## روابط خارجية
- منظمة التعاون الاقتصادي والتنمية، التطورات في تفكيك الحلقة المحلية
- قائمة تبادل LLU
- إطار تحرير الاتصالات في الاتحاد الأوروبي
- تفكيك الحلقة المحلية - ما هو؟
- توافر LLU
- أكواد MAC - دليل المملكة المتحدة للحصول على كود MAC الخاص بك